# ポール・ヴェルレーヌ
ポール・マリー・ヴェルレーヌ（Paul Marie Verlaine, 1844年3月30日 - 1896年1月8日）は、フランスの詩人。ポール・ヴェルレーヌ、あるいは単にヴェルレーヌとも呼ばれる。ステファヌ・マラルメ、アルチュール・ランボーらとともに、象徴派といわれる。多彩な韻を踏んだ約540篇の詩を残す一方で、破滅的な人生を送った。
中学卒業直後、高踏派の詩人たちと交わり、14歳でユゴーに詩作品を送った早熟の天才。『土星びとの歌』『女友だち』『よい歌』などの詩集で有名になった。
27歳のとき、16歳の少年ランボーから手紙を受け、その詩心に感心して交際する。だが意見の相違からピストルでランボーを負傷させた。有名な詩集『叡知』には服役中の心境が詠まれている。
放埒な生活は生涯なおらず、貧窮のうちに施療病院で死んだ。

## 生涯と作品
彼の一生には、酒・女・神・祈り・反逆・背徳・悔恨が混在する。晩年には文名を高めデカダンスの教祖と仰がれたが、初期の作品の方が評価が高い。以下、箇条書きの部分は文学的事項である。

### 生い立ち
1844年-1864年
ドイツに隣接するモゼル県のメスに生まれる。父はベルギー生まれのフランス軍人。母はパ＝ド＝カレー県アラス近郊の生まれ。経済的な環境には恵まれており、父の退役後一家はパリ (9区) に出て（7歳）、ポールは小学校の寄宿舎に入り、次いでリセ・ボナパルト (Lycée Bonaparte、現在の9区にある名門校のリセ・コンドルセに、さらに修辞学級に進むが卒業には至らなかった。大学入学試験に合格し（18歳）、パリ市役所書記となる（20歳）。
- 1858年(14歳)：習作をヴィクトル・ユーゴーに送る。このころ、ボードレールの『悪の華』などの詩集を乱読する。
- 1863年(19歳)：匿名で雑誌に投稿する。パリの文人らを知る。

### 青年期
1865年-1871年
父を喪う（21歳）。18歳の美少女マチルド・モーテ（Mathilde Mauté）と婚約し（25歳）、翌年挙式。間もなく普仏戦争（1870年7月19日 - 1871年5月10日）に召集される。1871年のパリ・コミューン鎮圧（5/20 - 28）の騒擾を、パリのパンテオン近くの自宅で避けた。失職した。長男ジョルジュ誕生（27歳）。
- 1866年(22歳)：詩人たちが原稿を持ち寄った第1次「現代高踏詩集」（Le Parnasse contemporain）に7篇を寄稿。
- 1867年(23歳）：サテュルニアン詩集（Poèmes saturniens）を従姉の出資で処女出版。ブリュッセルで女の友達（Les Amies）を匿名で刊行（後に「雙心詩集」に収録）。
- 1868年(24歳)：文壇の知人を増やす。「女の友達」で軽罪裁判所から断罪される。ブリュッセル在のユーゴーを訪問。
- 1869年(25歳)：「よき歌」の数篇を書く。艶なる宴（Fêtes galantes）刊行。
- 1871年(27歳)：第2次「現代高踏詩集」に5篇を投稿。

### ランボー
1871年-1875年

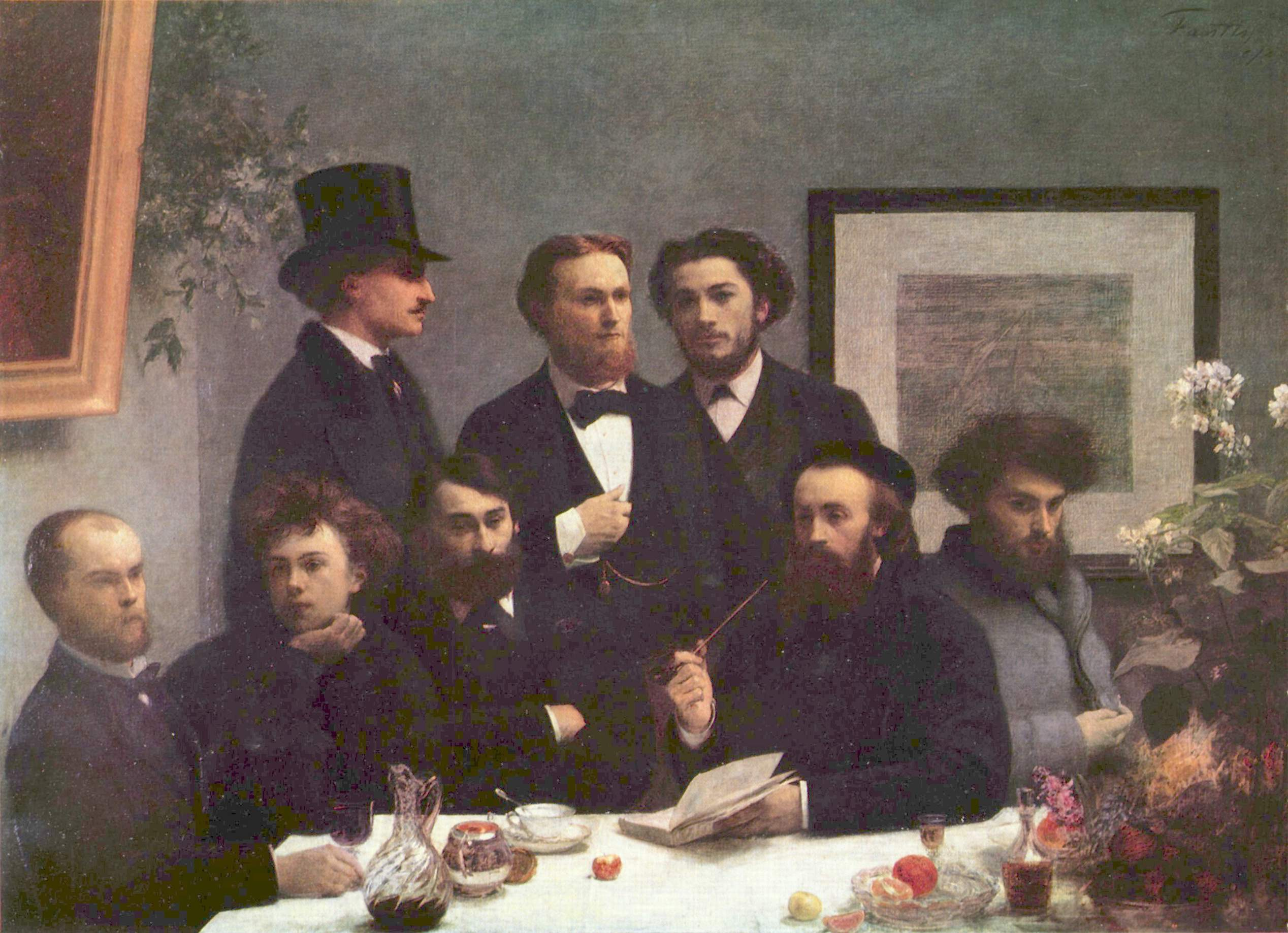
前列左よりヴェルレーヌ、ランボー、L・ヴァラード、E・デルヴィリィ、C・ペロタン、後列左よりP・エルゼアル・ボニエ、E・ブレモン、J・エカール。アンリ・ファンタン＝ラトゥール筆

結婚1年後、ランボーと会い、妻に乱暴を繰り返した上で彼と同棲し、イギリス・ベルギー・北フランスを転々とする。母と妻が説得に来ても置き去りにして逃げ、妻に絶縁状を書き、ユーゴーに妻との交渉を懇願する。ロンドンで病臥し、母を呼ぶ（28歳）。ホテルで口論となったランボーをブリュッセルで購入した拳銃で2発撃ち、1発が手首に命中したが致命傷にはならなかった。この騒動により2年間収監される。この拳銃は2016年にクリスティーズで競売にかけられ、43万4500ユーロで落札された。妻の別居請求（この時点では離婚はしていない）が認められたことを獄中で知って落胆し、カトリックに帰依した。1年半後出獄し、元妻との和解を図る一方、旅先でランボーと格闘する（31歳）。
- 1872年(28歳)：婚約時代のマチルドを歌った優しき歌（La Bonne chanson）、戦乱に遅れて発行。
- 1874年(30歳)：獄中で書いた無言の恋歌（「言葉なき恋歌」とも／Romances sans paroles）が友人の手で刊行され、獄中の著者に届けられる。
- 1875年(31歳)：第3次「現代高踏詩集」への投稿を断られる（このとき、マラルメも同じ扱いを受ける）。

### 教職と美少年
1875年-1885年
イギリスの中学に教職を得る（31歳）。アルデンヌ県の学校に転じ、美少年の生徒リュシアン・レチノアに惚れ、授業を降ろされる（33歳）。その後リュシアンと英国へ渡り、教職を得る。再び元妻との和解を図り、黙殺される（35歳）。リュシアンを伴い帰国し、郷里に滞在（36〜37歳）。母としばらくパリに住み、市役所への復職を図るも果たせず、西郊の学校に就職（38歳）。リュシアンが死去（39歳）し、その故郷で堕落放浪の日々を送る（〜40歳）。泥酔して母の首を絞めて入牢。出獄後再びリュシアンの故郷を放浪した（41歳）。
- 1881年(37歳)：叡智（Sagesse）刊行、売れ行き振るわず。
- 1882年(38歳)：雑誌に、「昔と近頃」の数詩篇と、獄中作の詩法（Art poétique）を発表（「詩法」は後に「昔と近頃」に併載）。
- 1884年(40歳)：評論、呪われた詩人たち（Les Poètes maudits）刊行。

### 栄誉と窮乏
1885年-1896年
無一文でパリへ戻りホテル住まいをする。左膝を傷め、一時慈善病院へ入院した（41歳）。経済的援助をしていた母が死去するが、病気のため葬儀に参列しなかった。ホテルを追い出され（42歳）て、以降慈善病院を転々とする（42歳-）。慈善病院から娼婦ウジェニー・クランツの家へ転じ、情夫となった。生活費のため、オランダへ講演旅行（48歳）をした。ウジェニーに駆け落ちされて慈善病院に入院し、娼婦フィロメーヌ・ブーダンに連れ出された。国内およびイギリスへ講演旅行をする（49歳）。ウジェニーと和解しまた同棲する。入院を2回（50歳）した。文部省から救済の500フランを受け取る。パンテオン近くの自宅で、娼婦に看取られて死去した。サン・テチエンヌ・デュ・モン教会で葬儀が行われた。マラルメ、フランソワ・コペー(fr:François Coppée)ほか参列者多数だった。ただし、入営して病中にあった息子のジョルジュは不参加だった。パリ市17区のバチニョル墓地(Cimetière des Batignolles)に埋葬（51歳）された。
日本では、東大生の上田敏が、「ポオル・ヴェルレエヌ逝く」（1896）を発表した。
- 1885年(41歳)：漸く文名を世に知られる。昔と近頃（Jadis et naguère）刊行。
- 1886年(42歳)：雑誌に「パルジファル」（Parsifal）掲載。
- 1888年(44歳)：愛の詩集（Amour）刊行。
- 1889年(45歳)：雙心詩集（Parallèlement）刊行。
- 1890年(46歳)：献書詩集（Dédicaces）予約出版。
- 1891年(47歳)：文名ますます高まる。「人さまざま」（Les Une et les Autres）上演。幸福（Bonheur）、「ヴェルレーヌ選集」、女に捧げる歌（Chansons pour elle）刊行。
- 1892年(48歳)：我が病院（Mes hôpitaux）、内なる祈祷の書（Liturgies intimes）刊行。
- 1893年(49歳)：プリューム(La Plume）誌の第8回饗宴の座長を務める。アカデミー・フランセーズの会員に立候補し、取り消す。哀歌（Élégies）、その名誉を讃える歌（Odes en son honneur）、獄中記（Mes prisons）、オランダ15日（Quinze jours en Hollande）刊行。
- 1894年(50歳)：奈落の底（Dans les limbes）刊行。シャルル＝マリ＝ルネ・ルコント・ド・リールの後任として、「詩王」（Prince de Poéte）に選ばれる。エピグラム（Épigrammes）刊行。
- 1895年(51歳)：懺悔録（Confessions）刊行。「失意｣（Désappointement）執筆。

## 日本語文献
- 主な日本語訳
  - 「海潮音」、上田敏訳、本郷書院（1905年） → 新潮文庫（改版2006年）ISBN 9784101194011
  - 「珊瑚集」、永井荷風訳、籾山書店（1913年） → 岩波文庫（改版1991年）ISBN 978-4003104163
  - 「ヴェルレエヌ詩集」、鈴木信太郎訳、創元社（1947年）（詳細な年譜あり） → 岩波文庫（改版2004年）ISBN 9784003254714 →「全集 2　訳詩編」大修館書店
  - 「叡智」、河上徹太郎訳、芝書店（1935年）→ 新潮文庫（復刊1994年）ISBN 9784102171028 →「全集 7　翻訳編」勁草書房
  - 「ヴェルレーヌ詩集」、堀口大學訳、新潮社 世界詩人全集8 （1937年） → 新潮文庫（改版2007年）ISBN 9784102171011 →「全集 3　訳詩編」小澤書店
  - 「ヴェルレーヌ詩集」、野村喜和夫編訳、思潮社「海外詩文庫」（1995年） 新書版
  - 「呪われた詩人たち」、倉方健作[5]訳、幻戯書房〈ルリユール叢書〉（2019年）
- 主な伝記研究
  - 『堀口大學全集 5 ヴェルレーヌ研究』 小澤書店（1983年）
  - ピエール・プチフィス 『ポール・ヴェルレーヌ』、平井啓之・野村喜和夫訳、筑摩書房（1988年）
  - アンリ・トロワイヤ 『ヴェルレーヌ伝』、沓掛良彦・中島淑恵訳、水声社（2006年）
  - 野内良三 『ヴェルレーヌ 人と思想』 清水書院 （1993年、新版2016年） 新書版

## 歌曲
以下の作曲家がヴェルレーヌの詩をもとにした歌曲を残している。
- エルネスト・ショーソン - 『4つの歌曲』から1篇、『ヴェルレーヌの2つの詩』から2篇
  - 「安らぎ」op.13　（1885年）
  - 「いと優しき歌」op.34　（1889年）
  - 「不運な騎士」op.34　（1889年）
- ガブリエル・フォーレ - 『艶なる宴』から4篇、『言葉なき恋歌』から2篇、『優しき歌』から9編、他
  - 「月の光」Op.46-2（1887年）
  - 「憂鬱」op.51-3（1889年）
  - 歌曲集『5つのヴェネツィアの歌』Op.58（1891年、5曲）
    - 「マンドリン」「ひめやかに」「グリーン」「クリメーヌへ」「やるせない夢心地」

  - 歌曲集『優しい歌』op.61（1891年 - 1892年、9曲）
    - 「後光を背負った聖女」「暁の光は広がり」「白い月影は森に照り」「私はつれない道を歩む」「私は本当に恐ろしいほど」「暁の星よ、お前が消える前に」「それはある夏の明るい日」「そうでしょう?」「冬が終わって」

  - 「牢獄」Op.83-1（1895年）
- クロード・ドビュッシー - 『艶なる宴』から9篇、『言葉なき恋歌』から6篇、『叡智』から3篇
  - 「操り人形」（1882年）
  - 「ひめやかに」（1882年）
  - 「マンドリン」（1882年）
  - 「パントマイム」（1882年）
  - 「月の光」（1882年）
  - 歌曲集『忘れられたアリエッタ』（1886年 - 1889年、6曲）
    - 「やるせない夢心地」「巷に雨の降るごとく」「木陰にて」「木馬」「緑」「憂鬱」

  - 歌曲集『艶なる宴』第1集（1891年、3曲）
    - 「ひめやかに」「操り人形」「月の光」

  - 歌曲集『3つの歌曲』（1891年、3曲）
    - 「海はさらに美しく」「角笛の音は悲しく」「垣根のつらなり」

  - 歌曲集『艶なる宴』第2集（1894年、3曲）
    - 「無邪気な人たち」「牧神」「感傷的な対話」
- モーリス・ラヴェル - 『艶なる宴』から1編、『叡智』から1篇
  - 「暗く果てしない眠り」（1895年）
  - 「草の上で」（1907年）
- レイナルド・アーン
  - 歌曲集『灰色のシャンソン（フランス語版）』

## 肖像画

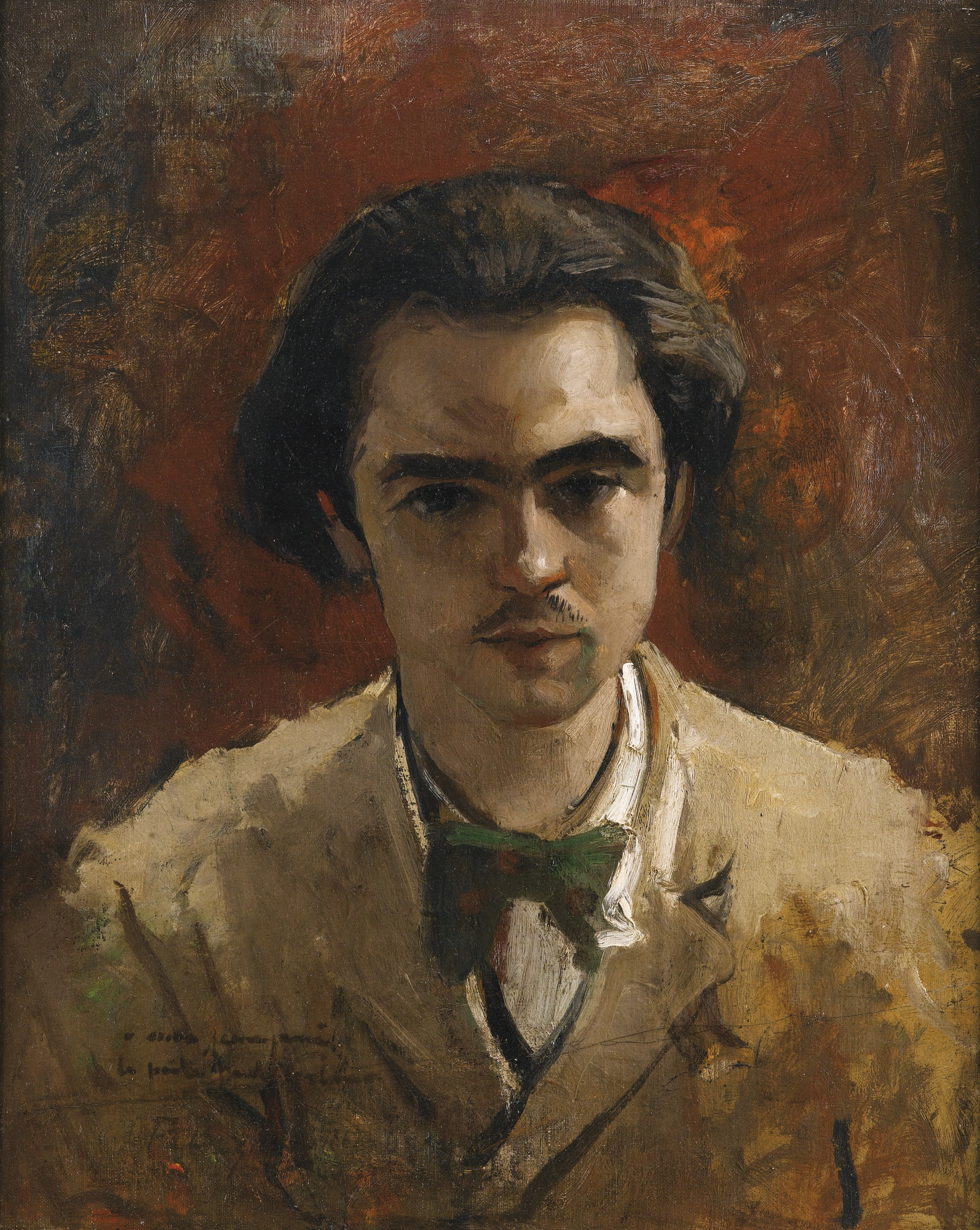
1844-1877年 ギュスターヴ・クールベ画
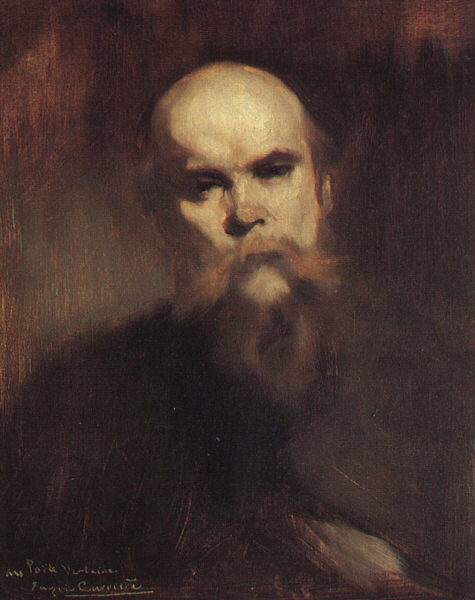
1890年 ウジェーヌ・カリエール画
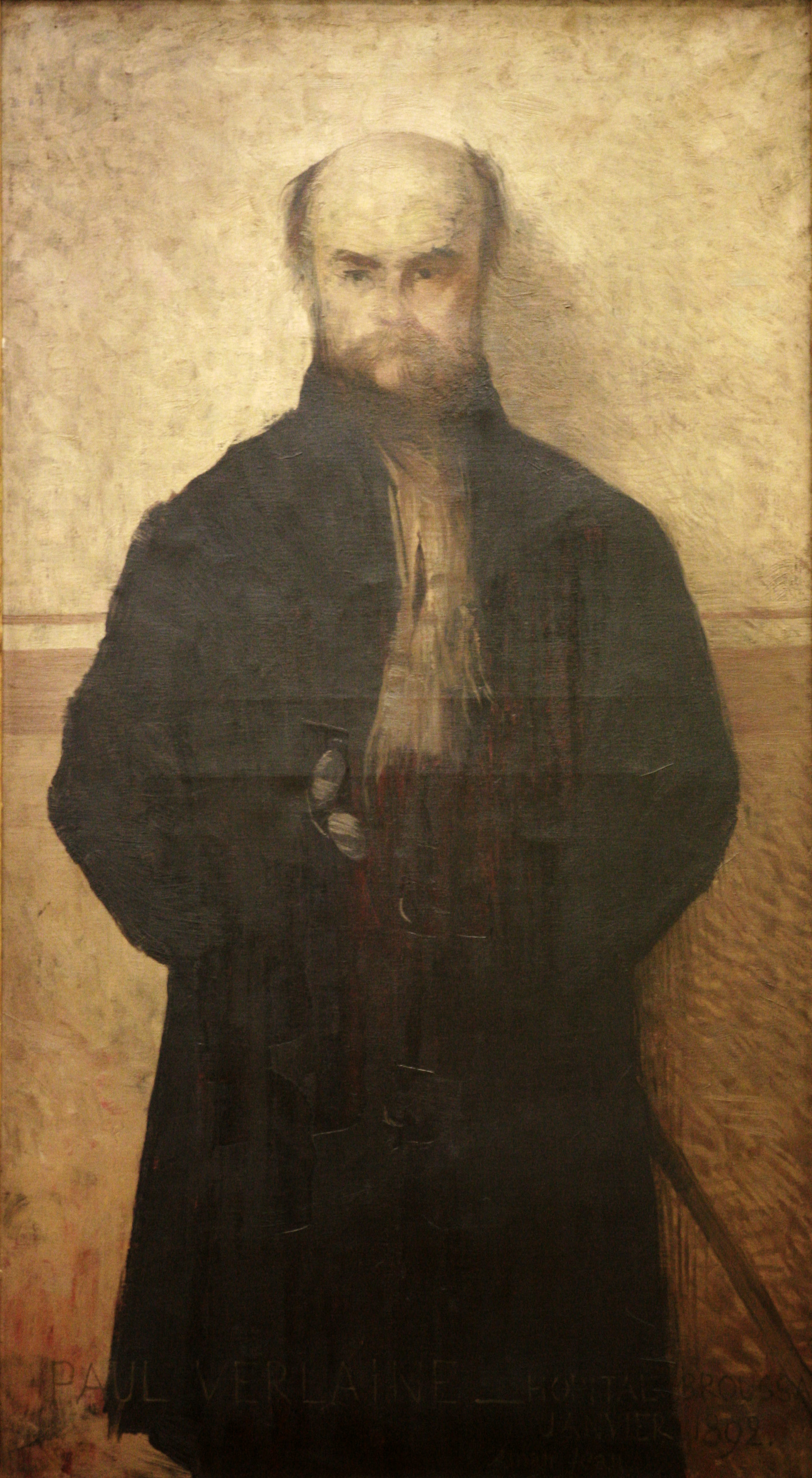
1892年 エドモン＝フランソワ・アマン＝ジャン画
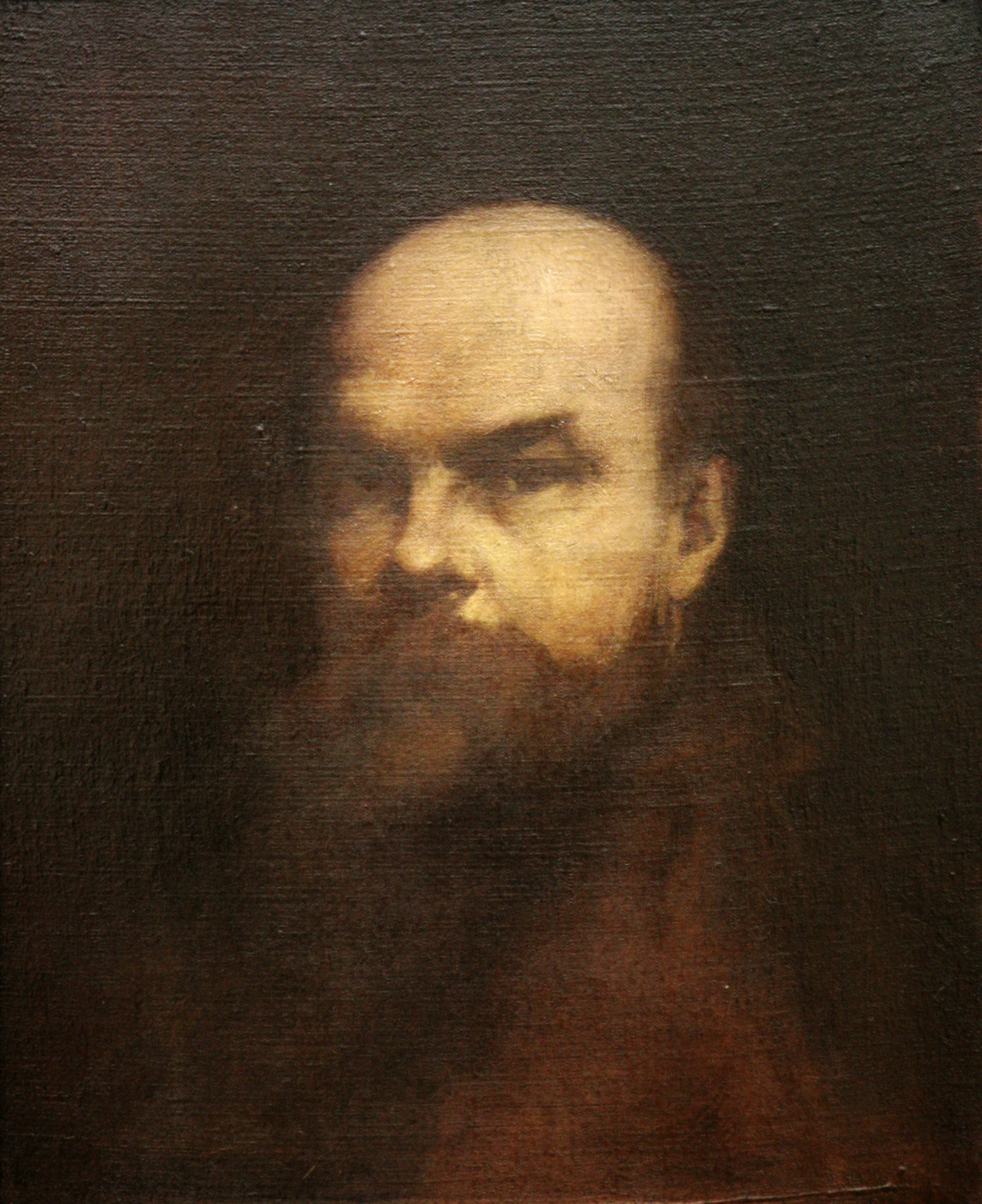
1898年 エドゥアール・シャンタラ画